# Forodwaith
Les Terres Désolées du Nord sont un territoire du legendarium de Tolkien. Elles étaient une vaste région froide, à l’extrémité nord de la Terre du Milieu. au-delà des montagnes d’Angmar, du mont Gundabad et de l’Ered Mithrin.
La région a également été nommée Forodwaith (S., « terres du Nord, peuple »), probablement d’après le robuste Forodwaith, qui l’habitait autrefois.

## Histoire
Les Terres désolées du Nord avaient toujours été glaciales en raison de leur proximité avec le royaume de Morgoth et continuèrent à rester froides jusqu’à la fin de l’âge.
La région était autrefois habitée par les Forodwaith, un peuple masculin robuste habitué au climat froid du désert du Nord, dont le nom a également été appliqué à la région. Plus tard, les Lossoth, leurs restes, vivaient principalement sur le cap de Forochel, mais campaient également sur la rive sud de la baie de glace de Forochel, près de l’extrémité nord des Montagnes Bleues.
Dans l’A.T. 1981, l’une des plus fortes tempêtes de l’histoire du Gondor est venue du Désert du Nord à travers l’Eriador dans le Gondor, a arraché le navire d’Amroth de ses amarres près du port elfique d’Edhellond et l’a soufflé dans la baie de Belfalas.
Selon le poème de Frodon Sacquet pour Gandalf, Gandalf avait voyagé « des déchets du nord à la colline du sud ».  On ne sait pas si Frodon voulait dire le désert du nord qui se trouve au nord des montagnes d’Angmar et au nord des montagnes grises ou un autre désert au nord.
Les dragons habitaient dans les étendues désolées au-delà des Montagnes Grises. On ne sait pas si ces déchets font référence aux Terres désolées du Nord au nord des Montagnes Grises ou à la Lande flétrie au nord-est de la branche sud et orientale des Montagnes Grises, qui était connue pour ses dragons. Après de nombreuses années, les dragons se sont multipliés et sont devenus forts et ont fait la guerre aux Nains,. Parmi ces dragons, il y avait des Drakes froids qui chassèrent les Nains des Montagnes Grises de leurs maisons.

## Autres versions du legendarium
Sur la première carte du Seigneur des Anneaux, une étiquette « Forodwaith (Northerland) » est écrite dans la zone correspondant à la zone générale d’Arnor. Le commentaire « Forodwaith (ou Eriador) » a été ajouté plus tard sur La Carte du Seigneur des Anneaux de 1943. Ceci et l’absence du nom Eriador dans les manuscrits antérieurs suggèrent que Forodwaith a été initialement utilisé comme nom de la région qui serait plus tard appelée Eriador dans le livre publié.
Les différentes définitions de « Forodwaith » entre la carte antérieure et la carte postérieure.
Dans la Carte Générale de la Terre du Milieu qui a été dessinée par Christopher Tolkien et publiée avec les éditions précédentes du Seigneur des Anneaux, la partie nord des Terres de l’Ouest est sans relief, étiquetée comme « DÉSERT SEPTENTRIONAL », avec le nom « FORODWAITH », en lettres légèrement plus petites, au-dessus des montagnes d’Angmar. Ces étiquettes pourraient suggérer que Forodwaith faisait partie de l’ensemble des déchets du Nord, voire d’une région distincte plus petite. Cette nomenclature a été reprise dans A Map of Middle-earth de Pauline Baynes.
Plus tard, Christopher Tolkien s’est rendu compte que les deux noms semblaient certainement avoir été conçus comme synonymes, car Forodwaith semble être explicitement assimilé aux déchets du Nord dans l’une des cartes de J.R.R. Tolkien. Le malentendu a été corrigé dans sa carte ultérieure connue sous le nom de L’Ouest de la Terre du Milieu à la fin du Troisième Âge, où seul le nom « FORODWAITH » apparaît, étiquetant toute la partie vide au nord des Montagnes d’Angmar et au nord des Montagnes Grises. Sur la Troisième Carte du Seigneur des Anneaux, l’étiquette « NORTHERN WASTE » au nord des Montagnes d’Angmar et des Montagnes Grises a une étiquette « (FORODWAITH) » juste en dessous de la première étiquette.

## Représentation dans les adaptations
Les déchets nordiques de Forodwaith dans le premier épisode du Seigneur des Anneaux : Les Anneaux de Pouvoir

### Télévision
2022 : Le Seigneur des Anneaux : Les Anneaux de Pouvoir :
1er septembre : L’ombre du passé :
Galadriel et sa compagnie enquêtent sur une forteresse située dans les Terres désolées du Nord de Forodwaith qui abritait d’innombrables Hristorco, des Trolls qui s’étaient adaptés pour vivre dans les climats rudes et froids du Nord. La compagnie de Galadriel est prise en embuscade par un Hristorco vivant dans la forteresse sur laquelle ils enquêtaient,.